# Thibarine

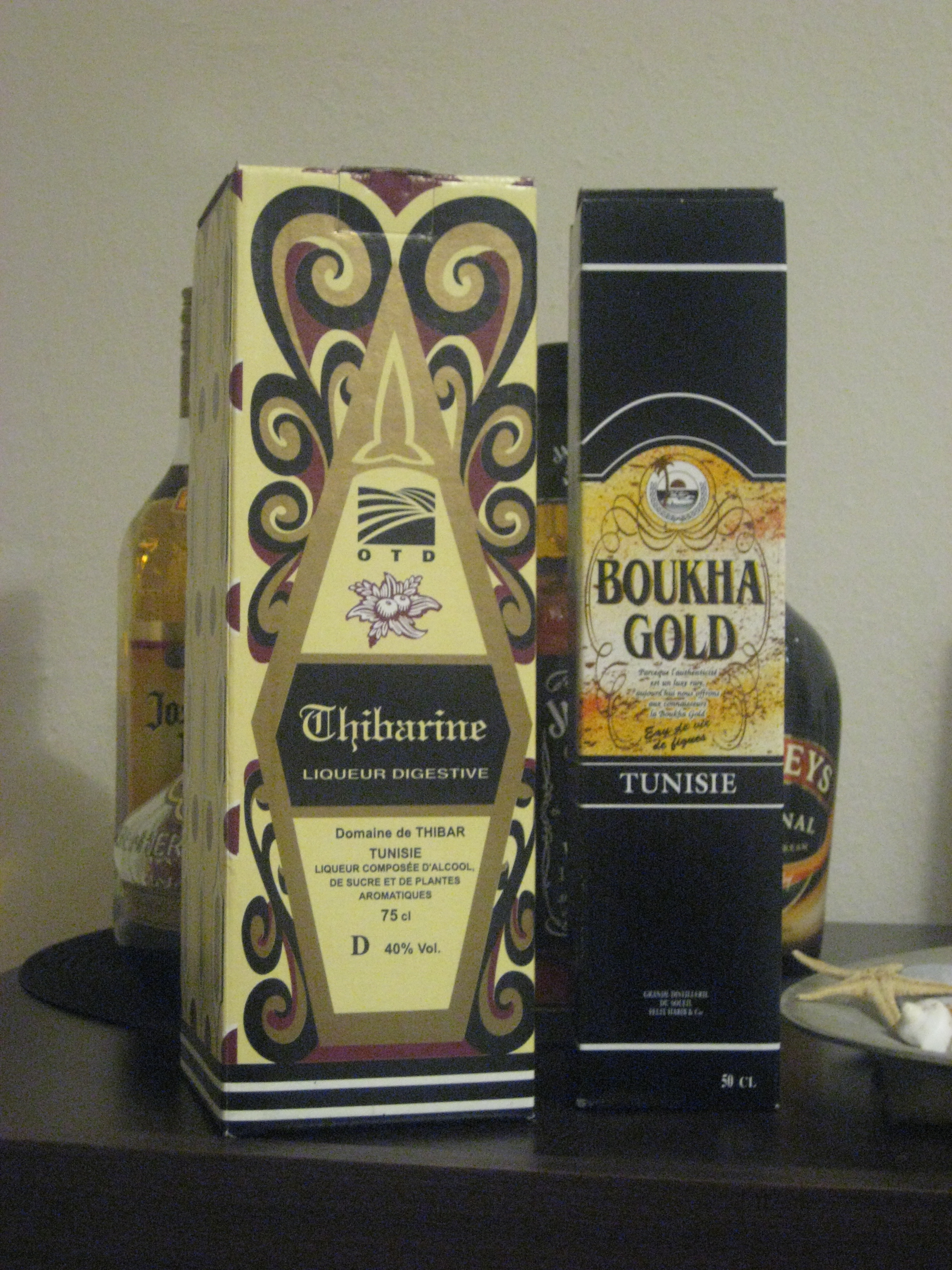
Bouteilles de thibarine et de boukha

La thibarine est une marque de liqueur qui titre 40°. Elle est préparée à base d'alcool, de sucre et de plantes aromatiques. Elle est souvent présentée comme un alcool ou une liqueur de datte, sans que cela apparaisse sur l'étiquette.
Ce digestif est produit au départ par les Pères blancs de Thibar en Tunisie.